# Quartinia haemorrhoa
Quartinia haemorrhoa är en stekelart som beskrevs av Gusenleitner 1997. Quartinia haemorrhoa ingår i släktet Quartinia och familjen Masaridae. Inga underarter finns listade i Catalogue of Life.